# Broons
Broons (en bretó Bronn, gal·ló Bron) és un municipi francès situat al departament de les Costes del Nord i a la regió de Bretanya. Limita amb els municipis de Sévignac, Trémeur, Trédias, Yvignac-la-Tour, Caulnes i Plumaugat.

## Alcaldes de Broons
- 1790-1791, Jérôme Béchu
- 1791-1792, Guillaume Bouvier
- 1792-1793, Michel Cartel
- 1793-1799, Yves Touzé
- 1799-1795, François Maurice
- 1795-1803, Jean Gabriel Huet
- juliol-novembre 1803, François Duval
- 1803-1808, François-Jean Mahé
- 1808-1816, François Maurice
- 1816-1845, Yves Miriel
- 1845-1848, Ambroise Bouvier
- 1848-1851, Mathurin-Louis Rochefort
- 1851-1861, Pierre Lebreton
- 1861-1870, Emile Ferron
- 1870-1871, Mathurin-Louis Rochefort
- 1871-1872, Emile Fesson
- 1872-1873, Mathurin-Louis Rochefort
- 1873-1874, Eugène Legault
- 1874-1878, Victor Miriel
- 1878-1892, Eugène Legault
- 1892-1895, Emile Ferron
- 1895-1925, Charles Saliou
- 1925-1935, Eugène Cochet
- 1935-1941, Charles Sangan pare
- 1941-1944, Alphonse Tiengou
- 1944-1947, Charles Sangan pare
- 1947-1959, Charles Sangan fill
- 1959-1965, Albert Girard
- 1965-1989, Jean Labbé
- 1989-2001, Louis Deniel
- 2001-2008, Michel Lamarche (UMP)
- 2008-2014, Serge Rouxel

## Demografia
| 1778  | 1836  | 1850  | 1870  | 1880  | 1890  | 1906  | 1916  | 1922  | 1936  | 1946  | 1954  | 1962  | 1968  | 1975  | 1982  | 1990  | 1999  |
| ----- | ----- | ----- | ----- | ----- | ----- | ----- | ----- | ----- | ----- | ----- | ----- | ----- | ----- | ----- | ----- | ----- | ----- |
| 2 077 | 2 527 | 2 559 | 2 738 | 2 844 | 2 733 | 2 867 | 2 835 | 2 439 | 2 447 | 2 442 | 2 430 | 2 172 | 2 256 | 2 432 | 2 389 | 2 327 | 2 382 |
|       |       |       |       |       |       |       |       |       |       |       |       |       |       |       |       |       |       |